# Mesochorus solitarius
Mesochorus solitarius är en stekelart som beskrevs av Dasch 1974. Mesochorus solitarius ingår i släktet Mesochorus och familjen brokparasitsteklar. Inga underarter finns listade i Catalogue of Life.